# Eva Moser (Historikerin)
Eva Moser (* 1. August 1957 in München) ist eine deutsche Historikerin.
Sie wurde 1989 an der Universität Bonn mit einer Arbeit über die Rolle des Vereins der Bayerischen Metallindustrie beim Wiederaufbau nach dem Zweiten Weltkrieg. Derzeit ist sie Leiterin des Bayerischen Wirtschaftsarchivs. Von ihr stammen Veröffentlichungen zur Geschichte bayerischer Verbände und Unternehmen.

## Schriften
- Bayerns Arbeitgeberverbände im Wiederaufbau: der Verein der Bayerischen Metallindustrie 1947 - 1962. Steiner, Stuttgart 1990.
- Wegmarken: 125 Jahre Bankhaus H. Aufhäuser. München 1995 (mit Richard Winkler).
- Festschrift zum 125jährigen Jubiläum der Lebensversicherung von 1871 a. G. München. München 2000.
- Das Bayerische Wirtschaftsarchiv und seine Bestände. Bayerischer Industrie- und Handelskammertag 2000 (mit Angela Toussaint und Richard Winkler).
- Die Traumfabrikantin: Ilse Kubaschewski (1907–2001), Unternehmerin des deutschen Nachkriegsfilms. München 2007.
- Zukunft braucht Herkunft – Das Gebäude der IHK für München und Oberbayern im Wandel der Zeit. Volk, München 2020.